# Big Country
Big Country é uma banda de rock formada em 1981 em Dunfermline, Escócia. Popular na Europa durante a década de 1980, era conhecida por seu som fortemente influenciado pelo folk escocês e estilos de música marcial, assim como suas técnicas e ajustes de guitarra usados para imitar o som de gaitas de fole, fiddles e outros instrumentos folk tradicionais. Seu primeiro vocalista, Stuart Adamson, morreu em 2001.